# C/2015 B1 (PANSTARRS)
C/2015 B1 (PANSTARRS) — одна з довгоперіодичних параболічних комет. Ця комета була відкрита 19 січня 2015 року; блиск на час відкриття: 19.8m.